# Rachel Abbott
Pour les articles homonymes, voir Abbott.
 (août 2017).
Sheila Rodgers, connue sous le nom de plume Rachel Abbott (née en 1952 à Manchester) est une écrivaine britannique, auteure de thrillers psychologiques.

## Biographie
Elle passe son enfance et sa jeunesse dans sa ville natale.
Elle travaille d'abord comme analyste de systèmes informatiques avant de fonder une compagnie spécialisée dans le développement de logiciels et de sites Web pour le milieu de l'éducation. Elle vend cette compagnie en 2000.
Elle séjourne ensuite dans le Lancashire, puis s'installe en Italie où elle restaure un monastère du XVe siècle que son mari et elle transforment en hôtel.
En 2009, elle écrit un roman où une femme banale est placée dans une situation qui l'oblige à commettre un meurtre. L'œuvre, rejetée par de nombreux agents littéraires, est finalement publiée à compte d'auteur en 2011 sous le titre Illusions fatales (Only the Innocent). Dans ce roman apparaît pour la première fois l'inspecteur chef Tom Douglas qui revient dans tous les titres publiés par Rachel Abbott.

## Œuvres

### Romans

#### Série:Inspecteur chef Tom Douglas
1. Only the Innocent (2011) Publié en français sous le titre Illusions fatales, traduit par Maud Ortalda, Paris, Éditions Belfond, coll. « Belfond noir », 2014, 377 p.  (ISBN 978-2-7144-5485-0)
2. The Back Road (2013) Publié en français sous le titre Le Piège du silence, traduit par Muriel Levet, Paris, Éditions Belfond, coll. « Belfond noir », 2015, 441 p.  (ISBN 978-2-7144-5768-4)
3. Sleep Tight (2014) Publié en français sous le titre Une famille trop parfaite, traduit par Muriel Levet, Paris, Éditions Belfond, coll. « Belfond noir », 2016, 350 p.  (ISBN 978-2-7144-6033-2)
4. Stranger Child (2015) Publié en français sous le titre La Disparue de Noël, traduit par Muriel Levet, Paris, Éditions Belfond, coll. « Belfond noir », 2017, 460 p.  (ISBN 978-2-7144-7122-2)
5. Nowhere Child (2015), court roman Publié en français sous le titre Ceux qui doivent périr, traduit par Laureline Chaplain, Paris, Éditions Belfond, coll. « Belfond noir », 2021, 160 p.  (ISBN 978-2-7144-9410-8)
6. Kill Me Again (2016)Publié en français sous le titre Tue moi encore, traduit par Chloé Royer, Paris, Éditions Belfond, coll. « Belfond noir », 2021,  (ISBN 978-2-7144-9417-7)
7. The Sixth Window (2017)Publié en français sous le titre Proie, traduit par Samuel Sfez, Paris, Éditions Belfond, coll. « Belfond noir », 2021,  (ISBN 978-2-7144-9415-3)
8. Come A Little Closer (2018)  Publié en français sous le titre Sous emprise, traduit par Marie Kempf, Paris, Éditions Belfond, coll. « Belfond noir », 2021,  (ISBN 978-2-7144-9411-5)
9. The Shape of Lies (2019) Publié en français sous le titre Nid de guêpes, traduit par Véronique Roland,  Éditions Belfond, coll. « Belfond noir », 2020, 448 p.  (ISBN 978-2-7144-9318-7)
10. Right Behind You (2020) Publié en français sous le titre Juste derrière toi, traduit par Véronique Roland,  Éditions Belfond, coll. « Belfond noir », 2022, 373 p.  (ISBN 978-2-7144-9539-6)
11. Close Your Eyes (2021)

#### Série:Sergent Stéphanie King
- And So It Begins (2018)
  - Ce qui ne tue pas, Éditions Belfond coll. « Belfond noir » (2019)  (ISBN 978-2-7144-8082-8)
- The Murder Game (2020)

### Recueil de nouvelles
- Killer Women Crime Club Anthology 2 (2017) (avec Tammy Cohen, Julia Crouch, Elly Griffiths, Sarah Hilary, Amanda Jennings, Erin Kelly, Colette McBeth, Mel McGrath, Kate Medina, Louise Millar, Helen Smith, Louise Voss et Laura Wilson)